# Arthurhaus
Das Arthurhaus liegt am Fuße der Mandlwände an der Südostflanke des Hochkönig-Massivs im Gemeindegebiet von Mühlbach am Hochkönig im österreichischen Bundesland Salzburg. Es liegt am Mitterberg-Sattel auf 1505 m ü. A.
Das Arthurhaus hat sich im Laufe der Jahrzehnte von einer Alpenwirtschaft über eine kleine Gaststätte in einen Beherbergungsbetrieb gewandelt. Diese Entwicklung ging einher mit dem Aufschwung und Fall des Mühlbacher Kupferbergbaues (Arthurstollen) und der anschließenden Entwicklung des Tourismus in Mühlbach am Hochkönig.

## Geschichte
Die Geschichte des Arthurhauses reicht zurück in das Jahr 1866. Mit dem Kauf der „Mitterberg Alpe“ durch die Kupfergewerkschaft begann der Bau einer Gaststätte. Anstelle der alten Mitterberg-Alps-Hütte wurde ein gemauerter Bau errichtet, bestehend aus einer Küche und einem Gastzimmer im Erdgeschoß und zwei Gästezimmern im ersten Stock. Die Gaststätte erhielt den Namen „Alpenwirtschaft Mitterberg“ und war in erster Linie als Ausschank für die vielen am Mitterberg arbeitenden Bergknappen gedacht. Dieser alte Baukörper ist heute noch im Gebäude des Arthurhauses integriert, das nach vielen Um- und Zubauten zur heutigen Größe wuchs.
Ab 1894 pachtete die im Jahre 1866 im Jochberg in Tirol geborene Therese Haggenmüller die Alpenwirtschaft Mitterberg und heiratete 1895 den vom Radochsberg in Rußbach bei Abtenau stammenden Peter Radacher I (geb. 1867). Der Ehe entsprossen drei Kinder: Peter 1896, Josel 1898 und Therese 1900. Ab 1894 war die Alpenwirtschaft auch Bergführer- und Trägerstation zur Bezwingung des Hochkönigs.
Im Jahre 1921 erfolgte wieder ein Umbau des Gasthauses, dieser erfolgte über Auftrag des damaligen Hauptaktionärs der Mitterberger-Kupfer-Aktiengesellschaft, des Berndorfer Industriellen Arthur Krupp. Die alte Bezeichnung Alpenwirtschaft Mitterberg wurde zu Ehren von Arthur Krupp in Arthurhaus umbenannt.
Peter Radacher I gründete 1923 am Arthurhaus die erste Skischule des Landes Salzburg. Beim Umbau des Arthurhauses im Jahre 1935 wurde dem Gebäude statt der bestehenden Mansarden ein Vollstock aufgesetzt, die Zimmer wurden verkleinert und mit fließendem Kalt- und Warmwasser sowie einer Elektroheizung versehen. Im Jahre 1952 wurde der erste Schlepplift auf der Übungswiese zum Langen Moos errichtet, zusammengebastelt aus einem alten Elektromotor, einem Jeep-Differential und einem gummigefütterten Panzerrad. 1966 und 1967 erfolgte ein umfangreicher Zubau zum bestehenden Arthurhaus, mit Küche, Speisesaal und Gästezimmer im 1. und 2. Stock. Im Jahre 1986 wurde ein weiterer Umbau durchgeführt.

## Umgebung
Das Haus bietet einen Blick auf die nahen Mandlwände und ist Urlaubsort für Sommer und Winter. Es ist der wichtigste Ausgangspunkt für die Hochgebirgstour auf den „Fast-Dreitausender“ Hochkönig (2941 m), die etwa 5 bis 8 Stunden dauert. Bricht man im Morgengrauen auf, kann man am Fuße der 2600 m hohen, markanten Torsäule den Sonnenaufgang über dem gegenüber liegenden Tennengebirge erleben.
Der Hausberg des Arthurhauses ist der nahe gelegene Hochkeil (1782 m), dessen Gipfel in einer Stunde erreichbar und für Kinder ab etwa 8 Jahren geeignet ist. Ebenfalls möglich ist ein Ausflug hinauf zum Fuß der Mandlwände, wo das Hochkönig-Plateau in bis zu 1000 m hohen Felswänden und -türmen nach Südosten abbricht.
Im Winter stellt die Mitterbergalm – die nähere Umgebung des Arthurhauses – ein ausgedehntes Skigebiet mit verschiedensten Schikursen für alle Könnens- und Altersklassen dar. Es gibt im Umkreis einiger Kilometer 49 Liftanlagen und bis zu 160 km präparierte Abfahrten. Direkt neben der früheren, heute ausgebauten Almhütte verläuft die Loipe und ein von der Schischule betriebener Babylift. Am Sattel steht die bekannte Sprungschanze.
Im südlich angrenzenden Mühlbachtal finden sich die Orte Dienten und Mühlbach. Etwas östlicher, an der Mündung des Mühlbachtals ins Haupttal der Salzach, liegen die Stadt Bischofshofen sowie die Orte Werfen und Tenneck.
Einige 100 Höhenmeter unterhalb und östlich der Alm sowie im Raum Mühlbach wurde schon in der Jungsteinzeit von etwa 3000 v. Chr. bis 1977 Kupferbergbau betrieben.
Der ausladende, im Süden und Osten schroffe Kalkstock des Hochkönigs ist zwar die höchste Erhebung der Berchtesgadener Alpen, doch liegt das Arthurhaus schon nahe am Übergang zu den sanfteren Dientener Bergen. Sie stellen die östlichsten Ausläufer der Kitzbüheler Alpen dar, von denen nur wenige Gipfel die Zweitausender-Grenze übersteigen.
Das Arthurhaus ist Etappenziel des Salzburger Almenweges.